# Campionato americano femminile di pallacanestro 2011
L'11º Campionato americano femminile di pallacanestro FIBA (noto anche come FIBA Americas Championship for Women 2011) si svolse dal 24 settembre al 1º ottobre 2011 a Neiva, in Colombia.
I Campionati americani femminili di pallacanestro sono una manifestazione biennale tra le squadre nazionali organizzato dalla FIBA Americas. L'edizione 2011 garantisce alla squadra vincitrice l'accesso diretto al Torneo olimpico 2012.

## Squadre partecipanti
- Argentina
- Brasile
- Canada
- Cile
- Colombia
- Cuba
- Giamaica
- Messico
- Paraguay
- Porto Rico

## Sedi delle partite
| Fase          | Città | Impianto                     |
| ------------- | ----- | ---------------------------- |
| Intero torneo | Neiva | Coliseo Álvaro Sánchez Silva |

## Prima fase

### Gruppo A

#### Classifica
| Squadra    | G | V | P | PF  | PS  | DP  |
| ---------- | - | - | - | --- | --- | --- |
| Argentina  | 4 | 4 | 0 | 277 | 215 | +62 |
| Cuba       | 4 | 3 | 1 | 263 | 222 | +41 |
| Porto Rico | 4 | 2 | 2 | 243 | 228 | +15 |
| Colombia   | 4 | 1 | 3 | 225 | 259 | –34 |
| Cile       | 4 | 0 | 4 | 191 | 275 | –84 |

#### Risultati
| Neiva 23 settembre 2011, ore 14:30                            | Cuba  | 67 – 50 (19-15, 26-27, 49-41) referto | Porto Rico | Coliseo Álvaro Sánchez Silva |
| \| \| \| \| \| Fernández, Gelis 14 \| Punti \| 15 Valentín \| |       |                                       |            |                              |
|                                                               |       |                                       |            |                              |
| Fernández, Gelis 14                                           | Punti | 15 Valentín                           |            |                              |

| Neiva 24 settembre 2011, ore 21:15                  | Colombia | 69 – 50 (13-15, 32-24, 52-35) referto | Cile | Coliseo Álvaro Sánchez Silva |
| \| \| \| \| \| Mosquera 19 \| Punti \| 19 Novión \| |          |                                       |      |                              |
|                                                     |          |                                       |      |                              |
| Mosquera 19                                         | Punti    | 19 Novión                             |      |                              |

| Neiva 25 settembre 2011, ore 19:00                 | Argentina | 80 – 50 (10-13, 35-21, 62-36) referto | Cile | Coliseo Álvaro Sánchez Silva |
| \| \| \| \| \| Sánchez 15 \| Punti \| 15 Novión \| |           |                                       |      |                              |
|                                                    |           |                                       |      |                              |
| Sánchez 15                                         | Punti     | 15 Novión                             |      |                              |

| Neiva 25 settembre 2011, ore 21:15                 | Porto Rico | 68 – 46 (20-4, 36-26, 53-37) referto | Colombia | Coliseo Álvaro Sánchez Silva |
| \| \| \| \| \| Valentín 24 \| Punti \| 13 Valek \| |            |                                      |          |                              |
|                                                    |            |                                      |          |                              |
| Valentín 24                                        | Punti      | 13 Valek                             |          |                              |

| Neiva 26 settembre 2011, ore 19:00                    | Argentina | 66 – 61 (15-25, 29-35, 49-54) referto | Porto Rico | Coliseo Álvaro Sánchez Silva |
| \| \| \| \| \| Sánchez 27 \| Punti \| 15 Sepúlveda \| |           |                                       |            |                              |
|                                                       |           |                                       |            |                              |
| Sánchez 27                                            | Punti     | 15 Sepúlveda                          |            |                              |

| Neiva 26 settembre 2011, ore 21:15              | Cuba  | 75 – 65 referto | Colombia | Coliseo Álvaro Sánchez Silva |
| \| \| \| \| \| Gelis 22 \| Punti \| 22 Valek \| |       |                 |          |                              |
|                                                 |       |                 |          |                              |
| Gelis 22                                        | Punti | 22 Valek        |          |                              |

| Neiva 27 settembre 2011, ore 19:00                 | Porto Rico | 64 – 49 (19-19, 31-24, 53-40) referto | Cile | Coliseo Álvaro Sánchez Silva |
| \| \| \| \| \| Plácido 13 \| Punti \| 22 Novión \| |            |                                       |      |                              |
|                                                    |            |                                       |      |                              |
| Plácido 13                                         | Punti      | 22 Novión                             |      |                              |

| Neiva 27 settembre 2011, ore 21:15                     | Argentina | 65 – 59 (14-13, 29-30, 40-47) referto | Cuba | Coliseo Álvaro Sánchez Silva |
| \| \| \| \| \| Cava 18 \| Punti \| 11 Amargo, Gelis \| |           |                                       |      |                              |
|                                                        |           |                                       |      |                              |
| Cava 18                                                | Punti     | 11 Amargo, Gelis                      |      |                              |

| Neiva 28 settembre 2011, ore 16:45                   | Cuba  | 62 – 42 (19-6, 36-22, 51-29) referto | Cile | Coliseo Álvaro Sánchez Silva |
| \| \| \| \| \| Fernández 13 \| Punti \| 19 Novión \| |       |                                      |      |                              |
|                                                      |       |                                      |      |                              |
| Fernández 13                                         | Punti | 19 Novión                            |      |                              |

| Neiva 28 settembre 2011, ore 21:15                 | Argentina | 66 – 45 (16-11, 32-22, 52-30) referto | Colombia | Coliseo Álvaro Sánchez Silva |
| \| \| \| \| \| González 14 \| Punti \| 12 Valek \| |           |                                       |          |                              |
|                                                    |           |                                       |          |                              |
| González 14                                        | Punti     | 12 Valek                              |          |                              |

### Gruppo B

#### Classifica
| Squadra  | G | V | P | PF  | PS  | DP   |
| -------- | - | - | - | --- | --- | ---- |
| Brasile  | 4 | 4 | 0 | 334 | 184 | +150 |
| Canada   | 4 | 3 | 1 | 254 | 176 | +78  |
| Messico  | 4 | 1 | 3 | 257 | 273 | –16  |
| Giamaica | 4 | 1 | 3 | 237 | 274 | –37  |
| Paraguay | 4 | 1 | 3 | 175 | 350 | –175 |

#### Risultati
| Neiva 24 settembre 2011, ore 16:45                   | Brasile | 117 – 34 (28-5, 55-14, 90-21) referto | Paraguay | Coliseo Álvaro Sánchez Silva |
| \| \| \| \| \| Érika 18 \| Punti \| 12 T. Insfrán \| |         |                                       |          |                              |
|                                                      |         |                                       |          |                              |
| Érika 18                                             | Punti   | 12 T. Insfrán                         |          |                              |

| Neiva 24 settembre 2011, ore 19:00              | Canada | 72 – 45 (19-4, 35-9, 47-25) referto | Messico | Coliseo Álvaro Sánchez Silva |
| \| \| \| \| \| Keane 15 \| Punti \| 18 Gómez \| |        |                                     |         |                              |
|                                                 |        |                                     |         |                              |
| Keane 15                                        | Punti  | 18 Gómez                            |         |                              |

| Neiva 25 settembre 2011, ore 14:30               | Giamaica | 69 – 64 (20-9, 37-35, 55-53) referto | Messico | Coliseo Álvaro Sánchez Silva |
| \| \| \| \| \| Gidden 28 \| Punti \| 21 Gómez \| |          |                                      |         |                              |
|                                                  |          |                                      |         |                              |
| Gidden 28                                        | Punti    | 21 Gómez                             |         |                              |

| Neiva 25 settembre 2011, ore 16:45               | Brasile | 56 – 39 referto | Canada | Coliseo Álvaro Sánchez Silva |
| \| \| \| \| \| Damiris 13 \| Punti \| 10 Ayim \| |         |                 |        |                              |
|                                                  |         |                 |        |                              |
| Damiris 13                                       | Punti   | 10 Ayim         |        |                              |

| Neiva 26 settembre 2011, ore 14:30            | Canada | 77 – 26 (22-6, 42-17, 61-22) referto | Paraguay | Coliseo Álvaro Sánchez Silva |
| \| \| \| \| \| Keane 15 \| Punti \| 7 Peña \| |        |                                      |          |                              |
|                                               |        |                                      |          |                              |
| Keane 15                                      | Punti  | 7 Peña                               |          |                              |

| Neiva 26 settembre 2011, ore 16:45               | Brasile | 73 – 50 (22-13, 38-25, 56-34) referto | Giamaica | Coliseo Álvaro Sánchez Silva |
| \| \| \| \| \| Érika 19 \| Punti \| 23 Gidden \| |         |                                       |          |                              |
|                                                  |         |                                       |          |                              |
| Érika 19                                         | Punti   | 23 Gidden                             |          |                              |

| Neiva 27 settembre 2011, ore 14:30                 | Paraguay | 71 – 69 (21-10, 36-30, 55-50) referto | Giamaica | Coliseo Álvaro Sánchez Silva |
| \| \| \| \| \| Caraves 21 \| Punti \| 24 Louden \| |          |                                       |          |                              |
|                                                    |          |                                       |          |                              |
| Caraves 21                                         | Punti    | 24 Louden                             |          |                              |

| Neiva 27 settembre 2011, ore 16:45               | Brasile | 88 – 61 (24-11, 45-24, 65-37) referto | Messico | Coliseo Álvaro Sánchez Silva |
| \| \| \| \| \| Érika 22 \| Punti \| 17 Castro \| |         |                                       |         |                              |
|                                                  |         |                                       |         |                              |
| Érika 22                                         | Punti   | 17 Castro                             |         |                              |

| Neiva 28 settembre 2011, ore 14:30                | Messico | 87 – 44 (16-4, 40-17, 68-33) referto | Paraguay | Coliseo Álvaro Sánchez Silva |
| \| \| \| \| \| Silva 21 \| Punti \| 12 Insfrán \| |         |                                      |          |                              |
|                                                   |         |                                      |          |                              |
| Silva 21                                          | Punti   | 12 Insfrán                           |          |                              |

| Neiva 28 settembre 2011, ore 19:00               | Canada | 66 – 49 (15-13, 33-25, 50-34) referto | Giamaica | Coliseo Álvaro Sánchez Silva |
| \| \| \| \| \| Smith 13 \| Punti \| 22 Louden \| |        |                                       |          |                              |
|                                                  |        |                                       |          |                              |
| Smith 13                                         | Punti  | 22 Louden                             |          |                              |

## Fase finale
|  | Semifinali | Semifinali | Semifinali |         |           | Finale 1º posto | Finale 1º posto | Finale 1º posto |  |
|  |            |            |            |         |           |                 |                 |                 |  |
|  | Argentina  | Argentina  | 61         |         |           |                 |                 |                 |  |
|  | Argentina  | Argentina  | 61         |         |           |                 |                 |                 |  |
|  | Canada     | Canada     | 59         |         |           |                 |                 |                 |  |
|  | Canada     | Canada     | 59         |         | Argentina | Argentina       | 33              |                 |  |
|  |            |            |            |         | Argentina | Argentina       | 33              |                 |  |
|  |            |            | Brasile    | Brasile | 74        |                 |                 |                 |  |
|  | Cuba       | Cuba       | Brasile    | Brasile | 74        | 53              |                 |                 |  |
|  | Cuba       | Cuba       |            |         |           | 53              |                 |                 |  |
|  | Brasile    | Brasile    | 66         |         |           | Finale 3º posto | Finale 3º posto | Finale 3º posto |  |
|  | Brasile    | Brasile    | 66         |         |           |                 |                 |                 |  |
|  |            |            |            |         |           |                 |                 |                 |  |
|  |            |            |            |         |           | Canada          | Canada          | 59              |  |
|  |            |            |            |         |           | Canada          | Canada          | 59              |  |
|  |            |            |            |         |           | Cuba            | Cuba            | 46              |  |

### Semifinali
| Neiva 30 settembre 2011, ore 18:00                  | Argentina | 61 – 59 (23-10, 36-28, 43-40) referto | Canada | Coliseo Álvaro Sánchez Silva |
| \| \| \| \| \| Reggiardo 18 \| Punti \| 14 Aubry \| |           |                                       |        |                              |
|                                                     |           |                                       |        |                              |
| Reggiardo 18                                        | Punti     | 14 Aubry                              |        |                              |

| Neiva 30 settembre 2011, ore 20:15               | Brasile | 66 – 53 (24-16, 38-26, 52-41) referto | Cuba | Coliseo Álvaro Sánchez Silva |
| \| \| \| \| \| Érika 20 \| Punti \| 16 Amargo \| |         |                                       |      |                              |
|                                                  |         |                                       |      |                              |
| Érika 20                                         | Punti   | 16 Amargo                             |      |                              |

### Finali
- 3º - 4º posto

| Neiva 1º ottobre 2011, ore 18:00                           | Canada | 59 – 46 (13-8, 24-19, 43-30) referto | Cuba | Coliseo Álvaro Sánchez Silva |
| \| \| \| \| \| Gabriele, Smith 13 \| Punti \| 12 Noblet \| |        |                                      |      |                              |
|                                                            |        |                                      |      |                              |
| Gabriele, Smith 13                                         | Punti  | 12 Noblet                            |      |                              |

- 1º - 2º posto

| Neiva 1º ottobre 2011, ore 20:15                  | Brasile | 74 – 33 (16-4, 33-11, 59-19) referto | Argentina | Coliseo Álvaro Sánchez Silva |
| \| \| \| \| \| Érika 13 \| Punti \| 12 Sánchez \| |         |                                      |           |                              |
|                                                   |         |                                      |           |                              |
| Érika 13                                          | Punti   | 12 Sánchez                           |           |                              |

## Classifica finale
|  |  |  | Qualificate per il Torneo di Qualificazione Olimpica. |

| Campione d'America | Campione d'America | Campione d'America |
| --- | ------------------ | --- |
| Brasile4 Adrianinha, 5 Palmira, 6 Chuça, 7 Micaela, 8 Babi Honório, 9 Franciele, 10 Silvinha, 11 Clarissa, 12 Damiris, 13 Nádia, 14 Érika, 15 Gil, All. Ênio Vecchi |                    | |
| Argento | Argentina          | Argentina4 Thomas, 5 Santana, 6 Reggiardo, 7 Cabrera, 8 González, 9 Cava, 10 Burani, 11 Gretter, 12 Pavón, 13 Soriani, 14 Sánchez, 15 Pavicich, All. Roberto Santín              |
| Bronzo | Canada             | Canada4 Phillips, 5 Gabriele, 6 Thorburn, 7 Pilypaitis, 8 Smith, 9 Riverin, 10 A. Tatham, 11 Keane, 12 Murphy, 13 T. Tatham, 14 Aubry, 15 Ayim, All. Allison McNeill             |
| 4. | Cuba               | Cuba4 Carbonell, 5 Casanova, 6 Martínez, 7 Gelis, 8 Thompson, 9 Amargo, 10 Moisés, 11 Cepeda, 12 Noblet, 13 Fernández, 14 Oquendo, 15 Ávila, All. Alberto Zabala                 |
| 5. | Porto Rico         | Porto Rico4 Bermúdez, 5 Rosado, 6 Sepúlveda, 7 Valentín, 8 Cortijo, 9 Pacheco, 10 Jones, 11 García, 12 Morales, 13 Escalera, 14 Plácido, 15 Vargas, All. Omar González           |
| 6. | Messico            | Messico4 Castro, 5 Ramírez, 6 Sánchez, 7 A. García, 8 Ortega, 9 Silva, 10 Órnelas, 11 M. García, 12 Núñez, 13 Gómez, 14 Gutiérrez, 15 S. García, All. Ray Santana                |
| 7. | Colombia           | Colombia4 Mendoza, 5 Valek, 6 García, 7 Sánchez, 8 Mosquera, 9 Palacio, 10 Martínez, 11 Muñoz, 12 Olarte, 13 Torres, 14 Quimbaya, 15 Díaz, All. Luis Cuenca                      |
| 8. | Giamaica           | Giamaica4 Edwards, 5 Ashmeade, 6 Louden, 7 Mitchell, 8 Bennett, 9 Dell, 10 McKenzie, 11 Latouche, 13 Gidden, 14 Moseley, 15 Jackson, All. Sam Vincent                            |
| 9. | Paraguay           | Paraguay4 Ghiringhelli, 5 Mercado, 6 T. Insfrán, 7 Hüttemann, 8 Peralta, 9 Pérez, 10 Peña, 11 Caraves, 12 Fernández, 13 Escauriza, 14 R. Insfrán, 15 Zalazar, All. Jorge Elorduy |
| 10. | Cile               | Cile4 del Canto, 5 Fuentes, 6 Novión, 7 Moya, 8 Troncoso, 9 Gamboa, 10 Cousiño, 11 Madrigal, 12 Abuyeres, 13 Koljanin, 14 Videla, 15 Leiva, All. Cristian Santander              |